# Thyrsosalacia nematobrachion
Thyrsosalacia nematobrachion är en benvedsväxtart som beskrevs av Ludwig Eduard Theodor Loesener. Thyrsosalacia nematobrachion ingår i släktet Thyrsosalacia och familjen Celastraceae. Inga underarter finns listade.